# Bondoukou
Bondoukou è una città della Costa d'Avorio, capoluogo del distretto di Zanzan.